# Derental
Derental là một đô thị trong huyện Holzminden, bang Niedersachsen, Đức. Đô thị Derental có diện tích 9,23 km², dân số thời điểm ngày 31 tháng 12 năm 2006 là 731 người.